# ECrew Development Program
eCrew Development Program — обучающая игра, разработанная корпорацией McDonald's и выпущенная в 2010 году для Nintendo DS. Игра была создана исключительно для персонала ресторана и никогда не была представлена широкой аудитории.

## Геймплей
Игра обучает готовить и подавать различные блюда из меню McDonald's и выполнять другие задачи ресторана, и использовалась для обучения новых сотрудников ресторана. В игре присутствует несколько игровых режимов, включая симуляции приготовления пищи и взаимодействия с клиентами. Кроме того, игра включает в себя викторины, профили игроков для администраторов и руководителей, а также подробную статистику производительности.

## Разработка
Бюджет игры составлял 200 миллионов иен, и изначально предполагалось, что к концу 2010 года данная система будет внедрена во всех 3700 заведениях сети McDonald's на территории Японии. Она распространялась вместе с игровыми устройствами DSi (или DS Lite). Однако степень и продолжительность её использования остаются неизвестными.

## Ремейк
Единственная копия игры появилась в сентябре 2020 года на онлайн-аукционе, который был продан американскому блогеру Нику Робинсону за 300 тысяч иен на Yahoo! Japan через Buyee. Робинсон загрузил ПЗУ игрового картриджа в Интернет-архив 17 ноября 2020 года вместе с документальным фильмом, в котором подробно описывал, как он его приобрел. Необходимый пароль для входа в игру был указан на Nintendo DSi, предоставленной Робинсону. Однако другой участник, занимавшийся поиском пароля, Кодди Трентуит, смог получить его, проанализировав данные игры с помощью шестнадцатеричного редактора.
12 января 2022 года в Twitter-аккаунте Forest of Illusion, посвященном сохранению видеоигр, было объявлено об архивации игры, полученной в ходе частного сбора средств.